# Nađa Higl
Nađa Higl (cyr. Нађа Хигл; ur. 2 stycznia 1987) – serbska pływaczka specjalizująca się w stylu klasycznym, mistrzyni świata, wicemistrzyni Europy (basen 25 m).
Jej największym dotychczasowym sukcesem jest złoty medal mistrzostw świata w Rzymie w 2009 w na dystansie 200 m stylem klasycznym z czasem 2.21,62 min, co jest nowym rekordem Europy.

## Wyróżnienia
- 2009: najlepsza sportsmenka roku w Serbii